# Робърт (остров)
Робърт (Полоцк) (на английски: Robert Island) е шестият по големина остров в Южните Шетландски острови, разположени в крайната югозападна част на Атлантическия океан. Остров Робърт се намира в централната част на архипелага, като протока Инглиш го отделя от разположения югозападно от него остров Гринуич, а протока Нелсън на североизток – от остров Нелсън. Дължина от северозапад на югоизток 11 km, ширина до 8 km, площ 185,8 km². Бреговата му линия с дължина 63,5 km е силно разчленена от множество малки заливи (Мичъл, Микалви, Девесил, Карлота, Невестино, Юндола и др.) и полуострови (Алфатар и Кармен). Релефът му е хълмист, с максимална височина около 360 m, като с малки изключения е покрит с дебел леден щит.
Островът е открит на 19 февруари 1919 г. от английския ловец на тюлени Уилям Смит и е наименуван Робърт. През януари 1820 г. ирландският топограф Едуард Брансфийлд извършва първото грубо топографско заснемане на бреговете му. На 25 януари 1821 островът е вторично открит от руската околосветска експедиция възглавявана от Фадей Белингсхаузен и е наименуван Полоцк. Голяма част от географските обекти на острова са топографски заснети и наименувани от участниците в българската антарктическа база, разположена на близкия остров Ливингстън. От 1949 г. на западния бряг на острова е разположена лятната чилийската научна база „Луис Рисопатрон“, наименувана в чест на чилийския географ Луис Рисопатрон (1869 – 1930).

## Карти
- L.L. Ivanov et al, Antarctica: Livingston Island, South Shetland Islands (from English Strait to Morton Strait, with illustrations and ice-cover distribution), 1:100000 scale topographic map, Antarctic Place-names Commission of Bulgaria, Sofia, 2005
- Л. Иванов. Антарктика: Остров Ливингстън и острови Гринуич, Робърт, Сноу и Смит. Топографска карта в мащаб 1:120000. Троян: Фондация Манфред Вьорнер, 2009. ISBN 978-954-92032-4-0